# 帕洛科羅拉多峽谷 (加利福尼亞州)
帕洛科羅拉多峽谷（英語：Palo Colorado Canyon）是位於美國加利福尼亞州蒙特雷縣的一個非建制地區。該地的面積和人口皆未知。

## 地理
帕洛科羅拉多峽谷的座標為36°23′58″N 121°53′18″W / 36.39944°N 121.88833°W，而該地的平均海拔高度為34米（即112英尺）。